# Republik der Vereinigten Niederlande
Die Republik der Vereinigten Niederlande, auch Republik der Sieben Vereinigten Niederlande (niederländisch Republiek der (Zeven) Verenigde Nederlanden), war ein frühneuzeitliches Staatswesen auf dem Gebiet der heutigen Niederlande. Die Republik der Vereinigten Niederlande ging 1581 aus dem Niederländischen Aufstand von sieben der siebzehn Provinzen der spanischen Niederlande gegen Philipp II. von Spanien hervor. Im Achtzigjährigen Krieg (1568–1648) erkämpfte sie sich ihre vollständige Unabhängigkeit von den spanischen Habsburgern.

Die Republik, eigentlich ein Staatenbund der Provinzen Geldern, Friesland, Holland, Overijssel, Stad en Lande, Utrecht und Zeeland, bestand als eine der wenigen und bekanntesten Republiken der frühen Neuzeit bis zum Jahr 1795, als sie im Zuge des französischen Revolutionsexports durch die neue Batavische Republik ersetzt wurde.

## Name und Ausdehnung
Der Name Niederlande bezog sich auf die, von Burgund aus gesehen, topologisch niedrige Lage der Provinzen („Lande“, vergleiche burgundische Niederlande). Die Republik selbst hatte keinen offiziellen Namen. Meist wurde sie als Vereinigte Niederlande (niederländisch Verenigde Nederlanden, lateinisch Belgica Foederata) bezeichnet, im Unterschied zu den südlichen spanischen, später österreichischen Niederlanden. In völkerrechtlichen Verträgen traten als Souverän die Generalstaaten auf, wie die Republik im Deutschen auch genannt wurde. Aufgrund der Dominanz der Provinz Holland wurden (und werden bis heute) die (Nord-)Niederländer, im Gegensatz zu den Flamen und Wallonen im Süden, pars pro toto als „Holländer“ bezeichnet. In Sprachen, in denen es keine zeitgenössische Entsprechung für Niederlande gab, wurden sie als (Sieben) Vereinigte Provinzen (französisch (sept) Provinces-Unies, englisch (seven) United Provinces) bezeichnet. Eine lateinische Selbstbezeichnung war Batavia (nach den Batavern), ähnlich der späteren Bezeichnung Columbia für die frühen Vereinigten Staaten von Amerika.
Die sieben Provinzen waren Holland, Zeeland, Groningen, Utrecht, Friesland, Geldern und Overijssel. Auch Drenthe, das immer noch im Schatten der anderen Provinzen steht, war ein Teil dieses Bundes, jedoch ohne Stimmrecht in den Generalstaaten. Hinzu kamen die gemeinsam verwalteten Generalitätslande, die im Laufe des Achtzigjährigen Krieges gegen Spanien erobert worden waren. Dieses Gebiet bildet heute noch in fast gleicher Form das Land Niederlande innerhalb des Königreichs der Niederlande. Über die Ostindien- und die Westindien-Kompanie dehnte sich der niederländische Einfluss auch auf Südostasien (Niederländisch-Indien), Afrika (Kapkolonie, Goldküste), Nordamerika (Nieuw Nederland, niederländische Karibik) und Südamerika (Niederländisch-Guayana) aus (→ Niederländische Kolonien).

## Geschichte

### Vorgeschichte
Die gesamten burgundischen Niederlande, die neben den heutigen Niederlanden auch große Teile des heutigen Belgiens und Luxemburgs umfassten, waren 1477 an das Haus Habsburg gefallen. Zum überwiegenden Teil gehörten sie dem Heiligen Römischen Reich an (formell bis 1648). Nach der Reformation kam es unter dem katholischen spanischen Monarchen Philipp II. (1556–1598) zu heftigen religiösen Spannungen und zu Zentralisierungsversuchen, die 1568 in den niederländischen Unabhängigkeitskrieg, den sogenannten Achtzigjährigen Krieg, mündeten, in dem die niederländischen Provinzen ihre örtlichen Privilegien gegen die vom spanischen König und dessen Statthaltern forcierten Übergriffe der Zentralgewalt zu verteidigen suchten.

### Entstehung
Im Verlauf des Achtzigjährigen Krieges zwischen den Spaniern und den Niederländern kam es zur Spaltung der siebzehn Provinzen und zur Gründung der Utrechter Union im Jahr 1579, indem verschiedene nördliche Provinzen und Städte ein Defensivbündnis gegen Philipp II. schlossen. Im Jahr 1581 sagten sich die nördlichen Niederlande im Plakkaat van Verlatinghe offiziell vom spanischen Monarchen los und setzten ihn als ihren Souverän ab. Dies gilt als die Geburtsstunde der Vereinigten Niederlande. Obwohl die nördlichen Niederlande nun über keinen Monarchen mehr verfügten, bedeutete dies noch keine Vorentscheidung für die in der Frühen Neuzeit eher ungewöhnliche, wenn auch nicht unbekannte republikanische Staatsform. Stattdessen suchten die Niederländer in der Folge nach einem neuen fürstlichen Souverän, der die Provinzen in ihrem Kampf gegen die Habsburger unterstützen, die Privilegien und hergebrachten Rechte der niederländischen Stände aber nicht einschränken sollte. Nacheinander wandten sich die Niederländer an François-Hercule, den Bruder des französischen Königs Heinrich III., und an die englische Königin Elisabeth I. (die die Niederlande 1585/86 unter dem Generalgouverneur Robert Dudley, 1. Earl of Leicester de facto zu einem Protektorat machte). 
Beide Allianzen scheiterten jedoch letztlich am Widerstand der holländischen Regentenoligarchie gegen die jeweiligen Zentralisierungsversuche. Erst dieses Scheitern bedeutete letztlich die Entscheidung für eine republikanische Staatsform und den Verzicht auf einen fürstlichen Souverän als Schutzherrn. Wenn auch die Vereinigten Niederlande spätestens nach dem Ende der englischen Protektoratszeit 1587 de facto unabhängig geworden waren und in der Folgezeit einen eindrucksvollen Aufstieg zur ökonomischen, kulturellen und politischen Großmacht (vgl. Goldenes Zeitalter) erlebte, blieb der völkerrechtliche Status der noch immer von Spanien beanspruchten Provinzen bis zur Mitte des 17. Jahrhunderts umstritten. Erst das Ende des Achtzigjährigen Krieges mit Spanien im Westfälischen Frieden 1648 brachte den Vereinigten Niederlanden die offizielle Anerkennung als unabhängiger souveräner Staat.

### Ende der Republik
Nach der orangistischen Restauration unter Wilhelm IV. und seinem seit 1751 als Statthalter amtierenden Nachfolger Wilhelm V. von Oranien regte sich im Verlauf der zweiten Hälfte des 18. Jahrhunderts insbesondere in aufgeklärten Kreisen, die nach mehr „demokratischer“ Mitbestimmung verlangten, zunehmend Widerstand gegen die bestehenden Machtstrukturen. Dabei erwies sich das in die Jahre gekommene institutionelle Gefüge der Republik als unfähig und unwillig zu Reformen, die den Staat gegen den wachsenden revolutionären Druck hätten schützen können. Nach der gescheiterten Revolte der Patriotten gegen die Oranier von 1785 und der erneuten Restauration von 1787 kam es 1793 schließlich zur Kriegserklärung des revolutionären Frankreichs und 1794/95 zur Invasion französischer Truppen in den Niederlanden und zur Vertreibung der Oranier. Der französische Revolutionsexport durch Exilanten der 1780er Jahre verlief gewaltlos: Die Stadtväter verließen ihre Posten und wurden durch vorläufige Repräsentanten des Volkes ersetzt, die bis März 1795 dann Provinzialvertreter und indirekt die Vertreter der Generalstände ernannten.
Am 1. März 1796 trat dann die neugewählte Nationalversammlung zusammen. Damit war die alte Republik durch die neue Batavische Republik ersetzt, die als französische Tochterrepublik und Einheitsstaat mit dem alten System brach und auch in den Niederlanden zahlreiche Neuerungen der Französischen Republik einführte. Die Batavische Republik bestand bis 1806, ehe sie durch das napoleonische Königreich Holland abgelöst wurde. An die Tradition der alten Republik wurde nach 1813 mit dem Fürstentum und späteren Königreich der Vereinigten Niederlande angeknüpft. Wilhelm VI. von Oranien, der Sohn des letzten Erbstatthalters Wilhelm V., wurde zum Souveränen Fürsten und später König der Vereinigten Niederlande erhoben. Die Provinzen erhielten jedoch ihre einstige Machtstellung nicht zurück, und die Niederlande blieben bis heute eine Monarchie.

## Verfassung
Die Vereinigten Niederlande waren eine Konföderation von Provinzen, die sich jeweils als souverän verstanden und nur bestimmte Angelegenheiten – etwa die Landesverteidigung oder die Außenpolitik – gemeinsam auf Bundesebene entschieden. Höchstes gemeinsames Organ waren die Generalstaaten als Ständeversammlung, in die die einzelnen Provinzen Vertreter mit imperativem Mandat entsandten und die das Gemeinwesen nach außen hin repräsentierte. Die Vereinigten Niederlande verfügten über keine geschriebene Verfassung. Stattdessen beruhte die äußerst komplexe verfassungsmäßige Gestalt des Staatswesens auf den Bestimmungen der eher als Defensivbündnis gedachten Utrechter Union von 1579 sowie überkommenen Gewohnheitsrechten. Neben augenfälligen republikanischen Verfassungselementen (so enthielt sie keine Regelung bzgl. eines fürstlichen Souveräns) gab es dennoch auch dynastische und quasi-monarchische Elemente. Dazu gehört v. a. die Position des Statthalters von Holland, in Personalunion auch Kapitän-General mit militärischer Befehlsgewalt und Sonderrechten, eine wichtige Rolle als Machtfaktor (v. a. in Kriegszeiten), aber auch als Identifikationsfigur mit integrativer Funktion für die gesamte Republik spielte.
Wichtigste Provinz der Union war die Provinz Holland, die durch ihre wirtschaftliche Macht eine Hegemonialstellung einnahm und auch nach außen hin als entscheidende Kraft auftrat. Innerhalb Hollands und damit auch innerhalb des Gesamtstaates wiederum dominierte die kleine städtische Führungsschicht der Regenten (siehe: Regent von Amsterdam) zusammen mit dem Landesadvokat bzw. Ratspensionär (Staatssekretär von Holland und Westfriesland), die das Erscheinungsbild der Niederlande als städtisch-dominierte Oligarchenherrschaft prägte. Das wichtigste Gegengewicht gegen diese Oligarchen-Elite stellte der Statthalter dar, der traditionell aus dem Haus Oranien-Nassau stammte und über weite Strecken der Geschichte der Republik die Rolle eines Quasi-Monarchen spielte. Der ständige Konflikt zwischen der Person des Statthalters bzw. seinen Anhängern, den so genannten Orangisten, und den oligarchischen Regenten spiegelt sich v. a. in den Statthalterlosen Zeiten (1650–1672 und 1702–1747) wider, in denen die wichtigsten Provinzen Holland, Zeeland und Utrecht nach harten Machtkämpfen ganz auf einen Statthalter verzichteten. Erst nach der zweiten Statthalterlosen Zeit wurde mit der orangistischen Restauration von 1747 und der Ernennung Wilhelms IV. von Oranien zum Statthalter aller Provinzen das Statthalteramt auch offiziell erblich.

## Provinzen
Die sieben Provinzen mit ihrer Fläche in geographischen Quadratmeilen (QM, entspricht ca. 55 km²) und der Einwohnerzahl mit einem Stand 1795:
| Provinz    | Fläche QM | Einwohner | Zugehörend                        |
| ---------- | --------- | --------- | --------------------------------- |
| Friesland  | 55        | 161.513   | 11 Städte, 336 Flecken und Dörfer |
| Gelderland | 115       | 217.828   | 20 Städte, 2 Flecken              |
| Groningen  | 40        | 114.555   | 3 Städte, 165 Dörfer              |
| Holland    | 125       | 828.542   | 37 Städte, 3 Flecken, 400 Dörfer  |
| Overijssel | 112       | 135.060   | 16 Städte, 165 Dörfer             |
| Utrecht    | 32        | 92.964    | 5 Städte, 65 Flecken und Dörfer   |
| Zeeland    | 30        | 82.212    | 11 Städte, 110 Flecken und Dörfer |

Hinzu kamen:
- Landschaft Drente: 39.673 Einwohner
- Staats-Brabant: 210.723 Einwohner

Damit lebten 44 Prozent der Gesamtbevölkerung von 1,88 Millionen in der Provinz Holland.

## Währung
Jede Provinz verfügte über das Münzregal. Rechnungswährung in den meisten Provinzen war der holländische Gulden, geteilt in 20 Stuiver zu 16 Pennigen. Im Süden wurde auch mit dem flämischen Pfund zu 20 Schilling zu 12 Groten gerechnet, ein Pfund entsprach sechs Gulden. Gebräuchliche Münzen waren der Duit (2 Pennigen), Groot (8 Pennigen), Stuiver, Dubbeltje (2 Stuiver), Real (3 1⁄2 Stuiver), Schilling (6 Stuiver), Löwentaler (2 Gulden) und Reichstaler (2 1⁄2 Gulden).

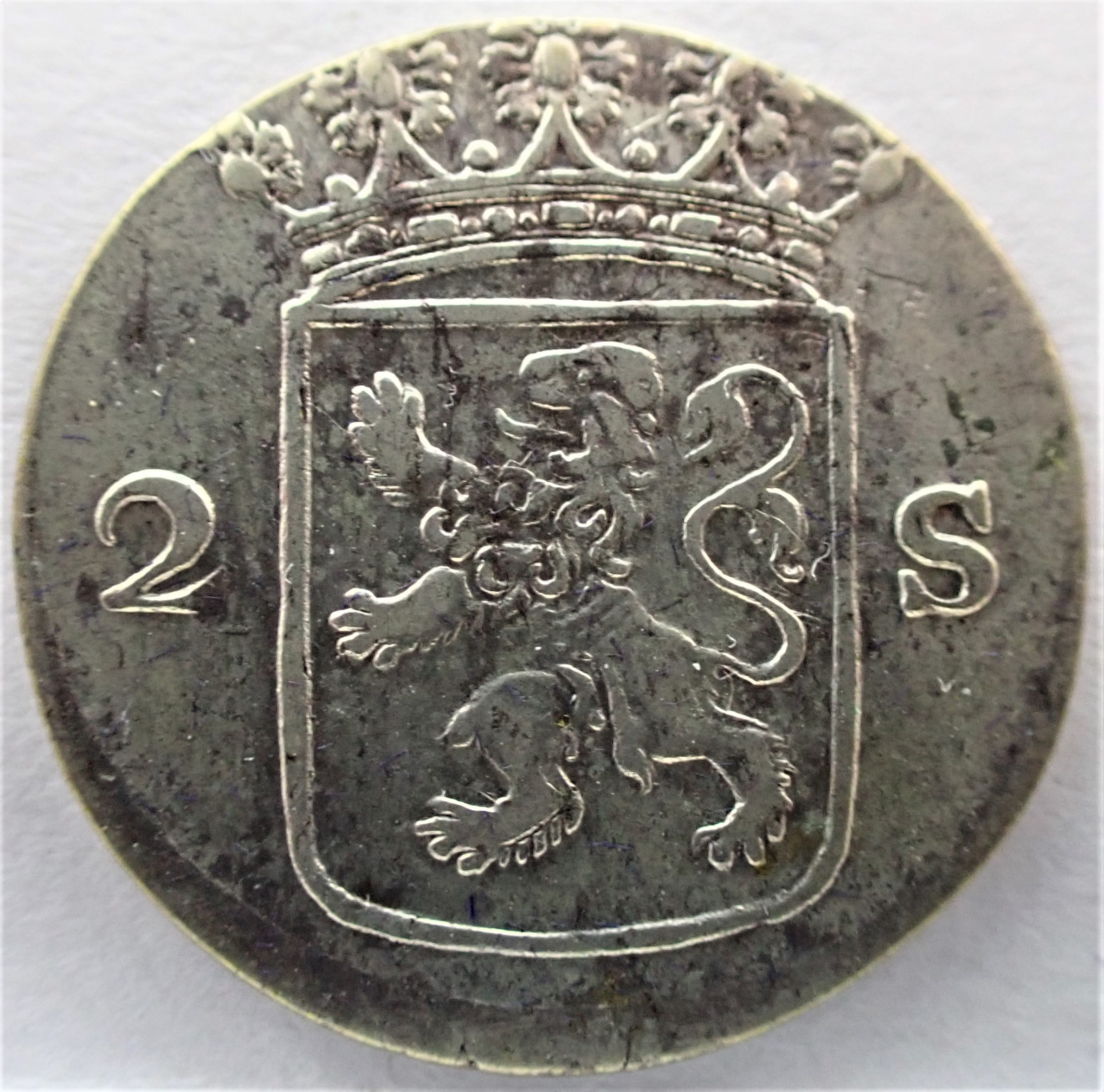
Holländische 2-Stuiver-Münze, Avers, 1774
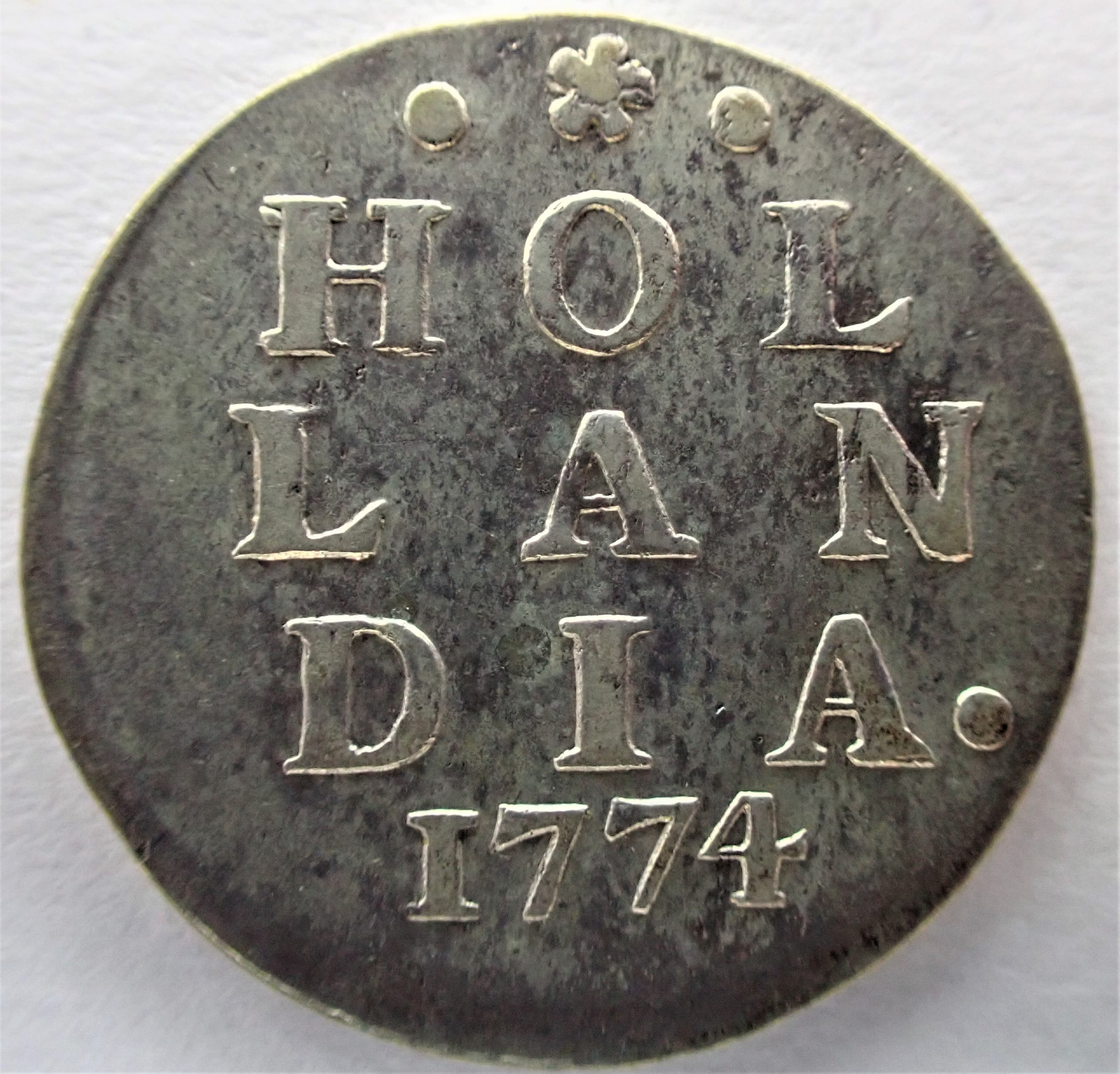
Holländische 2-Stuiver-Münze, Revers, 1774